# Tachiyomi
Tachiyomi était une application gratuite et open-source de lecture de mangas et de bandes dessinées pour les appareils Android. Elle a été développée par Inorichi et ouverte au téléchargement en 2014. Le nom Tachiyomi est dérivé des mots japonais tachi (立ち) et yomi (読み), signifiant respectivement « debout » et « lecture ».
L'application n'est plus maintenue depuis le début de l'année 2024.

## Fonctionnalités
Tachiyomi offre un ensemble de fonctionnalités. Elle prend en charge plusieurs extensions de sources, permettant aux utilisateurs d'accéder à des mangas provenant de différentes plateformes en ligne. Les utilisateurs peuvent créer des bibliothèques personnalisables pour organiser leur collection de mangas en fonction des genres, des auteurs ou de leur progression de lecture. L'application propose différents modes de lecture, y compris une page simple, une double page et un défilement en longue bande. Les utilisateurs peuvent personnaliser l'apparence de l'application, la disposition et les contrôles de lecture. Tachiyomi permet aux utilisateurs de télécharger des chapitres de mangas pour une lecture hors ligne. L'intégration avec des services de suivi tels que MyAnimeList et AniList permet aux utilisateurs de suivre leur progression de lecture et de synchroniser les données entre plusieurs appareils.

## Développement

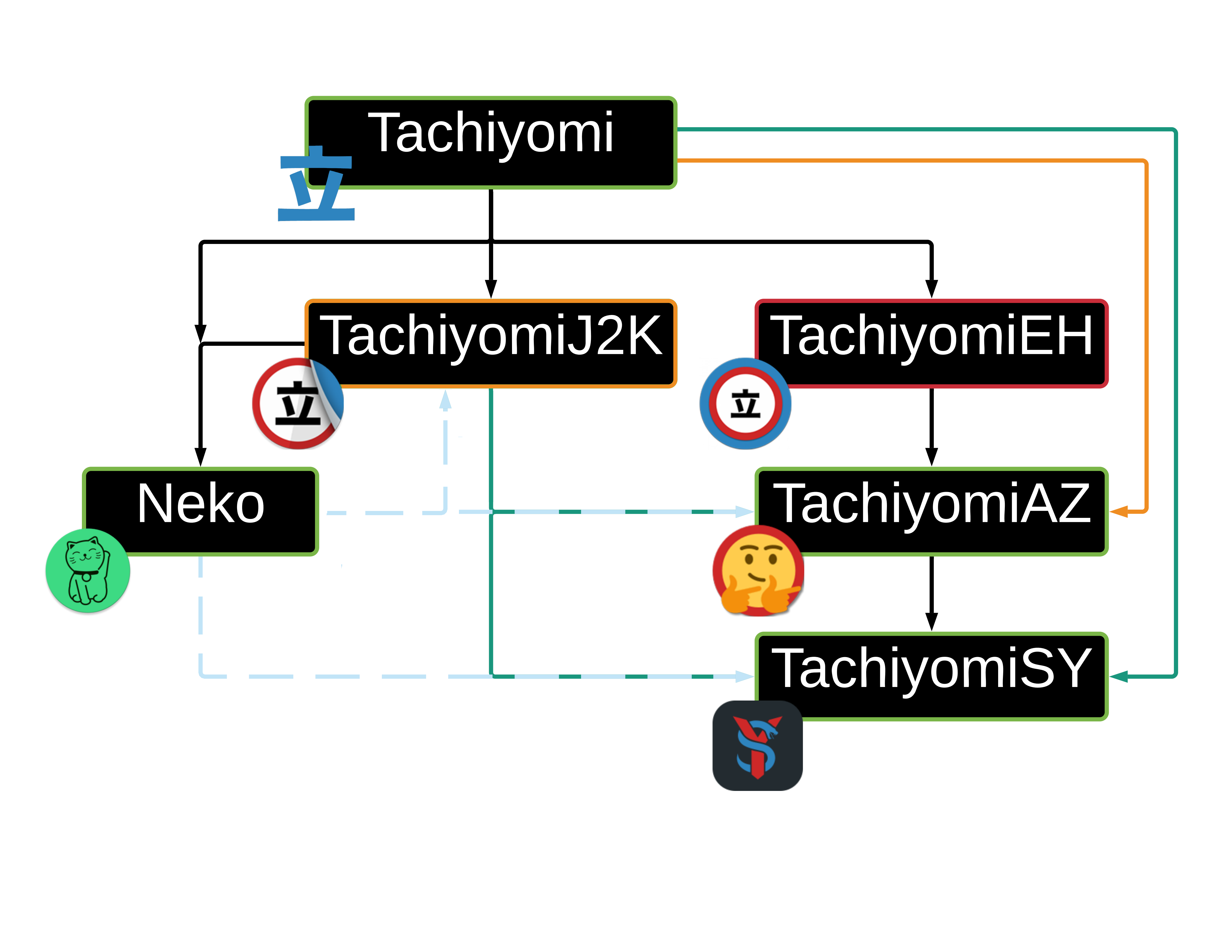
Forks de Tachiyomi

Tachiyomi est un projet open-source hébergé sur GitHub, ce qui permet aux développeurs de contribuer à son développement et à son amélioration. En raison de sa nature open source, Tachiyomi compte de nombreux forks spécialisés.